# Edith Austin
Edith Lucy Austin (* 15. Dezember 1867; † 27. Juli 1953; verheiratet Edith Greville) war eine britische Tennisspielerin.

## Karriere
Austin gewann zwischen 1894 und 1899 fünf Mal die britischen Hallenmeisterschaften. Bei den Wimbledon Championships erreichte sie 1894 das Finale, unterlag dort jedoch Blanche Bingley in zwei Sätzen. Zwei Jahre später stand sie erneut im Finale des All-Comers-Wettbewerbs, scheiterte diesmal jedoch an Alice Pickering. Bis 1919 nahm sie regelmäßig am Einzelwettbewerb in Wimbledon teil und drang in diesem Jahr noch ins Achtelfinale vor.
Ihre Stärken waren kraftvolle, platzierte Schläge sowie eine gute Ausdauer. Sie war mit dem Tennisspieler George Greville verheiratet.

## Einzeltitel
| Nr. | Jahr | Turnier                             | Finalgegnerin        | Endergebnis      |
| --- | ---- | ----------------------------------- | -------------------- | ---------------- |
| 1.  | 1894 | British Covered Court Championships | May Arbuthnot        | 2:6, 6:4, 7:5    |
| 2.  | 1896 | British Covered Court Championships | Charlotte Cooper     | 6:2, 3:6, 6:3    |
| 3.  | 1897 | British Covered Court Championships | Ruth Durlacher       | 9:11, 6:4, 12:10 |
| 4.  | 1898 | British Covered Court Championships | Ruth Pennington-Legh | 6:3, 2:6, 6:2    |
| 5.  | 1899 | British Covered Court Championships | Charlotte Cooper     | 6:2, 6:4         |